# Max Wiener (Rennfahrer)
Max Wiener (* 1947; † 7. Januar 1996 in Bad Ischl) war ein österreichischer Motorradrennfahrer. 

## Leben
In den 1970er-Jahren gewann Max Wiener insgesamt sechs österreichische Meistertitel in verschiedenen Klassen.
Neben der Österreich- und Weltmeisterschaft nahm Wiener auch an verschiedenen Langstreckenrennen wie zum Beispiel den 24 Stunden Moto Tout Terrain in Clermont-Ferrand teil.
Sein Grab befindet sich auf dem Friedhof Bad Ischl.

## Statistik

### Erfolge
- Österreichischer 350-cm³-Meister: 1976, 1977[2]
- Österreichischer 500-cm³-Meister: 1977, 1978[2]
- Österreichischer Meister Klasse über 500 cm³: 1977, 1978[2]

### In der Motorrad-Weltmeisterschaft
| Saison | Klasse  | Motorrad | Rennen | Podien | Punkte | Ergebnis |
| ------ | ------- | -------- | ------ | ------ | ------ | -------- |
| 1975   | 350 cm³ | Yamaha   | 2      | –      | 4      | 32.      |
| 1976   | 500 cm³ | Yamaha   | 1      | –      | 6      | 27.      |
| 1977   | 500 cm³ | Suzuki   | 4      | 1      | 20     | 15.      |
| 1978   | 500 cm³ | Suzuki   | 2      | –      | 0      | –        |
| 1979   | 350 cm³ | Yamaha   | 1      | –      | 1      | 38.      |
| 1979   | 500 cm³ | Suzuki   | 4      | –      | 4      | 28.      |
| Gesamt | Gesamt  | Gesamt   | 14     | 1      | 35     |          |